# Borboropactus jiangyong
Borboropactus jiangyong är en spindelart som beskrevs av Yin et al. 2004. Borboropactus jiangyong ingår i släktet Borboropactus och familjen krabbspindlar. Inga underarter finns listade.